# Hylurgonotus tuberculatus
Hylurgonotus tuberculatus is een keversoort uit de familie snuitkevers (Curculionidae). De wetenschappelijke naam van de soort werd in 1942 gepubliceerd door Hans Eggers.